# Rio Caldo (Terras de Bouro)
Rio Caldo is een plaats (freguesia) in de Portugese gemeente Terras de Bouro en telt 993 inwoners (2001).